# Cardioptosi
La cardioptosi, dal greco καρδία "cuore" e πτῶ "caduta", è un'affezione costituzionale descritta caratterizzata dallo spostamento del cuore in basso e sulla linea mediana, a causa presumibilmente dell'ipotonia dei suoi mezzi di contenzione.
È anche chiamata malattia di Rummo e prende il nome dal medico italiano Gaetano Rummo.
La ptosi può essere limitata soltanto al cuore o coinvolgere anche gli organi addominali individuando il più complesso quadro della splancnoptosi. La lassezza dei vasi alla base del cuore compromette il normale movimento cardiaco associando cardiopalmo e tachicardia.